# Масакр у селу Иваница
Масакр у селу Иваница или злочин у Иваници је назив за први ратни злочин почињен на подручју Босне и Херцеговине. Реч је о масовном убиству војника ЈНА и цивила српске националности у месту Иваница, између Требиња и Дубровника 1991. године.
Злочин се догодио 1. октобра 1991. године када су припадници хрватских паравојних формација из Републике Хрватске напали село Иваница и том приликом убили 19 војника ЈНА. Наредних дана у Иваници је убијено још шесторо српских цивила старије доби.

## Масакр у Иваници
Према попису из 1991. године у месту Иваница је живело 166 становника, од чега 150 Срба, 12 Хрвата и четворо осталих. У нападу хрватских паравојних формација из правца Дубровника који је започео у раним јутарњим часовима 1. октобра 1991. убијено је 19 припадника ЈНА - 15 Срба, два Бошњака и два Албанца. Иваница и околни српски засеоци су до темеља спаљени а убијено је и шесторо старијих цивила од којих се неки и даље воде као нестали. Хрватски војници из Дубровника су девастирали две православне цркве и четири сеоска гробља, а на стотине кућа је опљачкано и спаљено. Иваница је након потписивања Дејтонског споразума 1995. припала општини Равно у Федерацији БиХ.
У Требињу је 1. октобра 2019. у знак сећања на прве жртве рата свечаном манифестацијом и на симболичан начин освештана градска спомен соба где су постављене фотографије преко 370 бораца и цивила убијених током хрватске агресије на Требиње 1991-1995.